# Cyprinella formosa
Cyprinella formosa är en fiskart som först beskrevs av Girard, 1856.  Cyprinella formosa ingår i släktet Cyprinella och familjen karpfiskar. IUCN kategoriserar arten globalt som sårbar. Inga underarter finns listade i Catalogue of Life.